# Literatuurwijk
Literatuurwijk is een vinexwijk in de Nederlandse stad Almere. De wijk is gelegen in het stadsdeel Almere Stad West. Op 1 januari 2023 telde de wijk 9.660 inwoners, verdeeld over 3.542 woningen, op een oppervlakte van 1,54 km².
De straten in deze wijk zijn vernoemd naar bekende schrijvers en literaire begrippen.

## Openbaar vervoer
Literatuurwijk wordt doorsneden door een busbaan en heeft daaraan drie bushaltes waar de volgende buslijnen stoppen:
- Literatuurwijk Oost  M4   N22
- Literatuurwijk Midden  M4   N22
- Literatuurwijk West  M4   N22

### Metrobus
| Lijn | Lijn       | Route                           | Via | Opmerkingen |
| ---- | ---------- | ------------------------------- | --- | ----------- |
| M4   | Poortmetro | Station Centrum - Station Poort | Stedenwijk, Componistenpad, Station Muziekwijk, Literatuurwijk, Hogekant, Homeruskwartier, Columbuskwartier, Europakwartier |             |

### nightGo
| Lijn | Route                                           | Via | Opmerkingen                    |
| ---- | ----------------------------------------------- | --- | ------------------------------ |
| N22  | Almere, Station Buiten - Amsterdam, Leidseplein | Almere Buiten (Bloemenbuurt, Faunabuurt, Landgoederenbuurt), Almere Stad (Tussen de Vaarten, Sallandsekant, Danswijk, Parkwijk, Station Parkwijk, Parkwijk, Filmwijk, Flevoziekenhuis, Station Centrum, Staatsliedenwijk, Kruidenwijk, Muziekwijk, Station Muziekwijk, Componistenpad, Station Muziekwijk, Literatuurwijk, Hogekant), Almere Poort (Middenkant, Homeruskwartier, Columbuskwartier, Europakwartier, Station Poort), Muiden (P+R), Amsterdam (Brinklaan, Middenweg, Amstelstation) | Rijdt alleen op zaterdagnacht. |